# Elisa García Sáez
Elisa García Sáez  (Sant Andreu de Palomar, Barcelona, 22 de setembre de 1916 - Sariñena, 25 d'agost de 1936) fou sindicalista, infermera i miliciana durant la guerra civil espanyola.

## Biografia
Elisa va ser militant en el sindicat UGT de la fàbrica de teixits "Fabra i Coats" i el 1936 va partir cap al front d'Aragó com a infermera en una columna de la CNT. Ferida de gravetat en un bombardeig en la localitat de Tardienta (Osca), va ser posteriorment traslladada a l'hospital militar de Sariñena, on finalment va morir per "heridas sufridas en acciones de guerra", segons el seu certificat de defunció.
Elisa García Sáez representa la figura de la dona miliciana en la guerra civil espanyola, d'unes dones que van prendre part activa en la lluita reclamant unes llibertats col·lectives que veien perillar.
Elisa García ha mort en el front d'Aragó:
| « | (...) Ella no acceptava un paper no militar per a les dones, ja que entenia que havien de combatre igual que els homes i només corresponia als covards rebutjar la lluita armada (...). | » |

Les morts de les primeres milicianes causaren un major impacte en el bàndol republicà. La notícia sobre la mort d'Elisa García apareix recollida en el diari ABC. La notícia conté les paraules que va escriure Elisa en una carta a la seva mare, Teresa:
| « | (...) No passeu pena per mi; procuraré que no em passi res: però si per casualitat em passés alguna cosa, penseu que altres com jo també haurien caigut. Si jo sabés que donant la meva vida es podria acabar amb els assassins de la classe treballadora, gustosa la donaria. Si us diguessin que la lluita no és pròpia de les dones, digueu que l'acompliment del deure revolucionari correspon a tota persona que no sigui covarda. (...) | » |

Durant la dictadura de Francisco Franco part de la llegenda de la làpida de la tomba d'Elisa García va ser picada i malmesa a cop de martell i cisell per ordre de l'alcalde franquista de Sariñena de l'època. El fet que fos il·legible, va moure un conjunt de veïns i veïnes de Sariñena a mirar de recuperar-ne la memòria.

## Reconeixements
El 31 de desembre de 1936 el Sindicat mercantil de Barcelona de la UGT de la delegació de Sant Andreu publicà una nota "A la memòria d'Elisa García" en què destacava la figura de l'heroïna Elisa García, companya caiguda en el front d'Aragó. La gesta de la companya del sindicat es va immortalitzar en el carrer de les Monges, al costat del passeig de Josep García (nom que rebé el passeig de Fabra i Puig durant la guerra civil), que passà a denominar-se carrer d'Elisa García, fins que el franquisme li n'arrabassà el nom. Actualment hi ha una placa que hi fa esment a la cantonada amb el carrer Sòcrates.
El 14 d'abril del 2012, dia de la Segona República Espanyola, es va retre un sentit homenatge a Elisa García Sáez en el cementiri municipal de Sariñena. Diversos veïns i veïnes de la localitat van recordar la figura de la miliciana, realitzant una crida a la població perquè ajudés a recuperar les paraules esborrades i a restablir la seva memòria.
El mes d'octubre de 2018 van ser inaugurats uns Jardins al carrer del Cinca, al barri de Sant Andreu de Palomar de Barcelona, que porten el seu nom.